# Blenniella gibbifrons
Blenniella gibbifrons és una espècie de peix de la família dels blènnids i de l'ordre dels perciformes.

## Morfologia
- Els mascles poden assolir 12 cm de longitud total.[1][2]

## Reproducció
És ovípar.

## Depredadors
A Hawaii és depredat per Parupeneus cyclostomus.

## Hàbitat
És un peix marí de clima tropical i associat als esculls de corall que viu entre 0-2 m de fondària.

## Distribució geogràfica
Es troba des de l'Àfrica oriental fins a les Hawaii i les Illes de la Línia.